# 圣索-拉库西耶尔
圣索-拉库西耶尔（法語：Saint-Saud-Lacoussière，法語發音：[sɛ̃ so lakusjɛʁ]）是法国多尔多涅省的一个市镇，位于该省北部，属于农特龙区。

## 地理
圣索-拉库西耶尔（45°32'36"N, 0°49'8"E）面积58.04 平方千米，位于法国新阿基坦大区多爾多涅省，该省份为法国西南部内陆省份，是法國本土面积第三大的省，大致对应佩里戈尔地区，北起顺时针与夏朗德省、上维埃纳省、科雷兹省、洛特省、洛特-加龙省、吉倫特省和滨海夏朗德省接壤。
与圣索-拉库西耶尔接壤的市镇（或旧市镇、城区）包括：庞索勒、米亚克德农特龙、米亚莱、圣若里德沙莱、圣马丹德弗雷桑雅、圣帕尔杜-拉里维耶尔、尚罗曼、邦迪亚河畔阿布雅。
圣索-拉库西耶尔的时区为UTC+01:00、UTC+02:00（夏令时）。

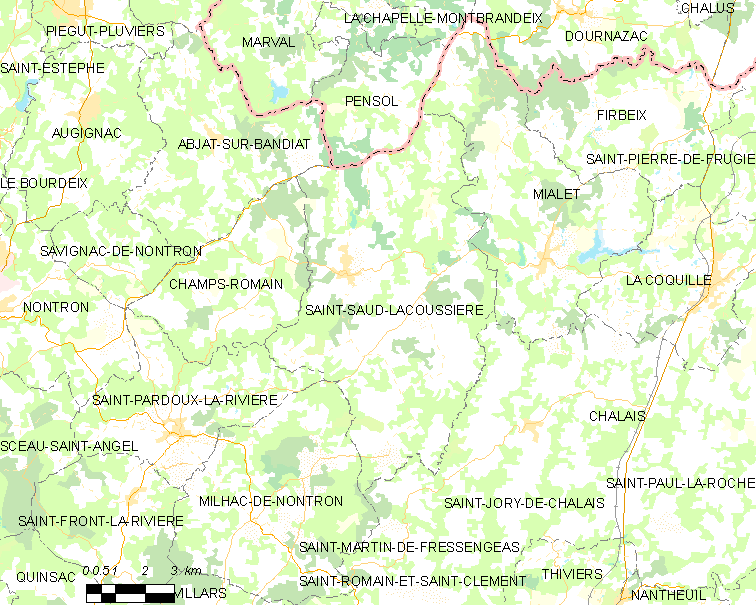
圣索-拉库西耶尔的OSM定位图

## 行政
圣索-拉库西耶尔的邮政编码为24470，INSEE市镇编码为24498。

## 政治
圣索-拉库西耶尔所属的省级选区为农特龙绿色佩里戈尔县。

## 交通
多尔多涅省省道D79线和D82线在境内交汇。

## 人口

1962-2008年间圣索-拉库西耶尔人口变化图示

圣索-拉库西耶尔于2022年1月1日时的人口数量为823人。